# آبيان
آبيان (بالإنجليزية: Abhean)‏ رب إيرلندي قلطي، ضارب القيثارة عند توتا دي دانان (شعب الربة دانو من الأرباب). قُتل على يد إنجوس أمام ميدير [الإنجليزية]، وفقًا لقصيدة كتبها فلاند ماينستريتش في ليبور غابالا إرين [الإنجليزية].

## تأثيل
يقترح معجم اللغة القلطية البدائية المُجدَّد في جامعتي لايدن وويلز أنَّ هذا الاسم قد يكون يعني حرفياً «عند - الضرب - مرتبط - فرد» وربما يشير إلى مفهوم الضرب على القيثارة.

## للاستزادة
- Ellis, Peter Berresford, Dictionary of Celtic Mythology (Oxford Paperback Reference), Oxford University Press, (1994): (ردمك 0-19-508961-8)
- Wood, Juliette, The Celts: Life, Myth, and Art, Thorsons Publishers (2002): (ردمك 0-00-764059-5)

## وصلات خارجية
- Celtic Gods and their Associates
- Proto-Celtic – English lexicon